# Französischer Revolutionskalender/Y7
Dies ist der Französische Revolutionskalender für das Jahr VII der Republik, das vom 22. September 1798 bis zum 22. September 1799 des gregorianischen Kalenders dauerte.